# کنده (هوراند)
کنده یکی از روستاهای استان آذربایجان شرقی است که در دهستان دیکله بخش مرکزی شهرستان هوراند واقع شده‌است. این روستا ۲۹۷ نفر جمعیت دارد.